# Daniels (Wisconsin)
Daniels è un comune degli Stati Uniti, situato in Wisconsin, nella Contea di Burnett.